# Christian Boudinot
Christian Boudinot (Fréjus, 5 de septiembre de 1957) es un piloto de motociclismo de velocidad francés, que compitió regularmente en el Campeonato Mundial de Motociclismo desde 1989 hasta 1997.

## Biografía
Christian Boudinot realizará una carrera dual en el mundo del motociclismo entre el Campeonato Europeo como en el Mundial de 250 cc. Debuta en 1985 a bordo de una JJ Cobas para probar suerte en el GP de Francia y terminará el Campeonato de Europa en la 20.ª posición, subiendo en al podio en Portugal. Siempre con la JJ Cobas en 1986, disputa cinco Grandes Premios, abandonando en todos ellos. En el marco europeo, terminará en la 25.ª posición con una Yamaha.
En 1987, ficha por la Fior, donde disputa seis Grandes Premios, sin entrar en zona de puntos en ninguno de ellos y acabando en el 18.º lugar del Campeonato de Europa con un 4.º lugar en Alemania como mejor resultado. En 1988, realiza casi la temporada completa con un motor Rotax, sin entrar en zona de puntos. Por el contrario, en el campeonato de Europa entró en el noveno lugar, subiendo al podio en Jerez.
Durante los siguientes años, se centra en el Europeo. Su mejor temporada ocurrió en 1993 a mando de una Aprilia con un quinto lugar. Ese año consigue su primera victoria en este campeonato en la prueba francesa disputada en Pau. En 1994 realiza primera temporada completa en el Mundial pero no puede puntuar. En 1995, vuelve al Europeo que lo terminará en el tercer lugar final y conseguirá otra victoria en Assen.
En 1996, hace una última aparición en el Mundial donde consigue sus primeros y últimos dos puntos en el Mundial en el GP de Austria. Después de retirarse, sigue vinculado al mundo del motociclismo siendo mecánico de competición de pilotos como Randy de Puniet, Sylvain Guintoli, Jules Cluzel, Louis Rossi, Mike di Meglio o Loris Baz.

## Resultados en el Campeonato del Mundo
Sistema de puntuación desde 1969 hasta 1987:
| Posición | 1.º | 2.º | 3.º | 4.º | 5.º | 6.º | 7.º | 8.º | 9.º | 10.º |
| Puntos   | 15  | 12  | 10  | 8   | 6   | 5   | 4   | 3   | 2   | 1    |

Sistema de puntuación de 1993 hasta 2022:
| Posición | 1.º | 2.º | 3.º | 4.º | 5.º | 6.º | 7.º | 8.º | 9.º | 10.º | 11.º | 12.º | 13.º | 14.º | 15.º |
| Puntos   | 25  | 20  | 16  | 13  | 11  | 10  | 9   | 8   | 7   | 6    | 5    | 4    | 3    | 2    | 1    |

### Carreras por año
| Año  | Categoría | Moto     | 1       | 2       | 3       | 4       | 5      | 6       | 7       | 8       | 9       | 10      | 11      | 12      | 13      | 14      | 15      | Ptos. | Pos. |
| ---- | --------- | -------- | ------- | ------- | ------- | ------- | ------ | ------- | ------- | ------- | ------- | ------- | ------- | ------- | ------- | ------- | ------- | ----- | ---- |
| 1985 | 250cc     | JJ Cobas | RSA -   | SPA -   | GER -   | NAT -   | AUT -  | YUG -   | NED -   | BEL -   | FRA DNQ | GBR -   | SWE -   | RSM -   |         |         |         | 0     | -    |
| 1986 | 250cc     | JJ Cobas | SPA -   | NAT -   | GER -   | AUT -   | YUG -  | NED -   | BEL Ret | FRA Ret | GBR Ret | SWE Ret | RSM Ret |         |         |         |         | 0     | -    |
| 1987 | 250cc     | Fior     | JPN -   | SPA -   | GER -   | NAT -   | AUT -  | YUG -   | NED -   | FRA 21  | GBR 28  | SWE 21  | CZE Ret | RSM 25  | POR 22  | BRA -   | ARG -   | 0     | -    |
| 1988 | 250cc     | Rotax    | JAP -   | USA -   | ESP DNQ | EXP -   | NAT -  | GER 32  | AUT -   | NED Ret | BEL DNQ | YUG Ret | FRA 25  | GBR 22  | SWE -   | CZE -   | BRA -   | 0     | -    |
| 1994 | 250cc     | Aprilia  | AUS 20  | MAL Ret | JAP -   | ESP Ret | AUT 19 | ALE Ret | NED 17  | ITA 22  | FRA 19  | GBR 21  | CZE 17  | USA Ret | ARG Ret | EUR Ret |         | 0     | -    |
| 1996 | 250cc     | Aprilia  | MAL Ret | INA Ret | JPN Ret | ESP Ret | ITA 25 | FRA Ret | NED Ret | GER 16  | GBR 18  | AUT 14  | CZE Ret | IMO Ret | CAT Ret | BRA Ret | AUS Ret | 2     | 33.º |

| Color     | Resultado                                                               |
| --------- | ----------------------------------------------------------------------- |
| Oro       | Ganador                                                                 |
| Plata     | 2.ª plaza                                                               |
| Bronce    | 3.ª plaza                                                               |
| Verde     | Finalizó en los puntos                                                  |
| Azul      | Finalizó sin puntos                                                     |
| Azul      | NC - No clasificado                                                     |
| Violeta   | Ret - No terminó (Carrera)                                              |
| Rojo      | DNQ - No se clasificó                                                   |
| Negro     | DSQ - Descalificado                                                     |
| Blanco    | DNS - No empezó (carrera)                                               |
| Blanco    | WD - Retirado (fin de semana)                                           |
| Blanco    | C - Carrera cancelada                                                   |
| Sin color | DNP - Inscrito pero no participó                                        |
| Sin color | INJ - Lesionado                                                         |
| Sin color | EX - Excluido                                                           |
| Estado    | Resultado                                                               |
| Negrita   | Pole position                                                           |
| Cursiva   | Vuelta rápida                                                           |
| †         | Abandona, pero clasifica al completar el porcentaje requerido para ello |